# Wereldkampioenschap superbike van Imola 2015
Het wereldkampioenschap superbike van Imola 2015 was de vijfde ronde van het wereldkampioenschap superbike en het wereldkampioenschap Supersport 2015. De races werden verreden op 10 mei 2015 op het Autodromo Enzo e Dino Ferrari nabij Imola, Italië.

## Superbike

### Race 1
De race, die gepland stond over een lengte van 19 ronden, werd na 9 ronden stilgelegd vanwege een ongeluk van David Salom. De race werd later herstart over een lengte van 6 ronden.
| Pos | Nr | Rijder               | Constructeur | Rondes | Tijd                   | Grid | Punten |
| --- | -- | -------------------- | ------------ | ------ | ---------------------- | ---- | ------ |
| 1   | 65 | Jonathan Rea         | Kawasaki     | 6      | 10:43.252              | 3    | 25     |
| 2   | 66 | Tom Sykes            | Kawasaki     | 6      | +0.482                 | 2    | 20     |
| 3   | 34 | Davide Giugliano     | Ducati       | 6      | +3.945                 | 1    | 16     |
| 4   | 91 | Leon Haslam          | Aprilia      | 6      | +7.455                 | 5    | 13     |
| 5   | 1  | Sylvain Guintoli     | Honda        | 6      | +11.925                | 15   | 11     |
| 6   | 86 | Ayrton Badovini      | BMW          | 6      | +12.074                | 8    | 10     |
| 7   | 36 | Leandro Mercado      | Ducati       | 6      | +12.789                | 7    | 9      |
| 8   | 15 | Matteo Baiocco       | Ducati       | 6      | +13.712                | 14   | 8      |
| 9   | 60 | Michael van der Mark | Honda        | 6      | +13.863                | 9    | 7      |
| 10  | 84 | Michel Fabrizio      | Ducati       | 6      | +14.637                | 13   | 6      |
| 11  | 40 | Román Ramos          | Kawasaki     | 6      | +16.990                | 16   | 5      |
| 12  | 22 | Alex Lowes           | Suzuki       | 6      | +21.123                | 11   | 4      |
| 13  | 51 | Santiago Barragán    | Kawasaki     | 6      | +32.443                | 18   | 3      |
| 14  | 23 | Christophe Ponsson   | Kawasaki     | 6      | +32.977                | 19   | 2      |
| 15  | 10 | Imre Tóth            | BMW          | 6      | +39.711                | 20   | 1      |
| 16  | 75 | Gábor Rizmayer       | BMW          | 6      | +40.821                | 21   |        |
| DNF | 2  | Leon Camier          | MV Agusta    | 3      | Ongeluk                | 12   |        |
| DNS | 44 | David Salom          | Kawasaki     | 0      | Niet gestart in race 2 | 10   |        |
| DNS | 81 | Jordi Torres         | Aprilia      | 0      | Ongeluk in race 1      | 6    |        |
| DNS | 7  | Chaz Davies          | Ducati       | 0      | Uitgevallen in race 1  | 17   |        |
| DNS | 14 | Randy de Puniet      | Suzuki       | 0      | Uitgevallen in race 1  | 17   |        |
| DNS | 59 | Niccolò Canepa       | Kawasaki     | 0      | Niet gestart           |      |        |

### Race 2
| Pos | Nr | Rijder               | Constructeur | Rondes | Tijd         | Grid | Punten |
| --- | -- | -------------------- | ------------ | ------ | ------------ | ---- | ------ |
| 1   | 65 | Jonathan Rea         | Kawasaki     | 19     | 34:06.825    | 3    | 25     |
| 2   | 66 | Tom Sykes            | Kawasaki     | 19     | +4.399       | 2    | 20     |
| 3   | 81 | Jordi Torres         | Aprilia      | 19     | +26.020      | 6    | 16     |
| 4   | 34 | Davide Giugliano     | Ducati       | 19     | +30.853      | 1    | 13     |
| 5   | 86 | Ayrton Badovini      | BMW          | 19     | +35.379      | 8    | 11     |
| 6   | 15 | Matteo Baiocco       | Ducati       | 19     | +38.818      | 14   | 10     |
| 7   | 40 | Román Ramos          | Kawasaki     | 19     | +40.663      | 16   | 9      |
| 8   | 36 | Leandro Mercado      | Ducati       | 19     | +42.067      | 7    | 8      |
| 9   | 84 | Michel Fabrizio      | Ducati       | 19     | +55.722      | 13   | 7      |
| 10  | 22 | Alex Lowes           | Suzuki       | 19     | +56.990      | 11   | 6      |
| 11  | 51 | Santiago Barragán    | Kawasaki     | 19     | +1:29.613    | 18   | 5      |
| 12  | 10 | Imre Tóth            | BMW          | 18     | +1 ronde     | 20   | 4      |
| 13  | 75 | Gábor Rizmayer       | BMW          | 18     | +1 ronde     | 21   | 3      |
| DNF | 7  | Chaz Davies          | Ducati       | 14     | Uitgevallen  | 4    |        |
| DNF | 91 | Leon Haslam          | Aprilia      | 8      | Ongeluk      | 5    |        |
| DNF | 60 | Michael van der Mark | Honda        | 8      | Ongeluk      | 9    |        |
| DNF | 2  | Leon Camier          | MV Agusta    | 5      | Uitgevallen  | 12   |        |
| DNF | 14 | Randy de Puniet      | Suzuki       | 4      | Uitgevallen  | 17   |        |
| DNF | 23 | Christophe Ponsson   | Kawasaki     | 3      | Uitgevallen  | 19   |        |
| DNF | 1  | Sylvain Guintoli     | Honda        | 0      | Ongeluk      | 15   |        |
| DNS | 44 | David Salom          | Kawasaki     | 0      | Niet gestart | 10   |        |
| DNS | 59 | Niccolò Canepa       | Kawasaki     | 0      | Niet gestart |      |        |

## Supersport
| Pos | Nr  | Rijder              | Constructeur | Rondes | Tijd         | Grid | Punten |
| --- | --- | ------------------- | ------------ | ------ | ------------ | ---- | ------ |
| 1   | 54  | Kenan Sofuoğlu      | Kawasaki     | 17     | 31:38.539    | 2    | 25     |
| 2   | 16  | Jules Cluzel        | MV Agusta    | 17     | +0.883       | 1    | 20     |
| 3   | 87  | Lorenzo Zanetti     | MV Agusta    | 17     | +9.624       | 5    | 16     |
| 4   | 99  | P.J. Jacobsen       | Kawasaki     | 17     | +11.116      | 4    | 13     |
| 5   | 5   | Marco Faccani       | Kawasaki     | 17     | +14.327      | 3    | 11     |
| 6   | 9   | Ratthapark Wilairot | Honda        | 17     | +29.276      | 8    | 10     |
| 7   | 4   | Gino Rea            | Honda        | 17     | +29.760      | 7    | 9      |
| 8   | 84  | Riccardo Russo      | Honda        | 17     | +30.745      | 9    | 8      |
| 9   | 36  | Martín Cárdenas     | Honda        | 17     | +36.262      | 15   | 7      |
| 10  | 44  | Roberto Rolfo       | Honda        | 17     | +37.478      | 12   | 6      |
| 11  | 11  | Christian Gamarino  | Kawasaki     | 17     | +45.384      | 14   | 5      |
| 12  | 61  | Fabio Menghi        | Yamaha       | 17     | +51.933      | 13   | 4      |
| 13  | 6   | Dominic Schmitter   | Kawasaki     | 17     | +52.148      | 17   | 3      |
| 14  | 41  | Aiden Wagner        | Kawasaki     | 17     | +57.711      | 20   | 2      |
| 15  | 111 | Kyle Smith          | Honda        | 17     | +1:09.602    | 10   | 1      |
| 16  | 74  | Kieran Clarke       | Honda        | 17     | +1:10.242    | 21   |        |
| 17  | 34  | Ezequiel Iturrioz   | Kawasaki     | 17     | +1:23.720    | 22   |        |
| DNF | 10  | Nacho Calero        | Honda        | 12     | Ongeluk      | 19   |        |
| DNF | 68  | Glenn Scott         | Honda        | 11     | Uitgevallen  | 18   |        |
| DNF | 25  | Alex Baldolini      | MV Agusta    | 8      | Uitgevallen  | 6    |        |
| DNF | 19  | Kevin Wahr          | Honda        | 8      | Uitgevallen  | 16   |        |
| DNF | 14  | Lucas Mahias        | Kawasaki     | 4      | Uitgevallen  | 11   |        |
| DNS | 81  | Alessandro Nocco    | Honda        | 0      | Niet gestart |      |        |

## Tussenstanden na wedstrijd

### Superbike
| Pos | Nr | Rijder       | Team     | Punten |
| --- | -- | ------------ | -------- | ------ |
| 1   | 65 | Jonathan Rea | Kawasaki | 240    |
| 2   | 91 | Leon Haslam  | Aprilia  | 153    |
| 3   | 66 | Tom Sykes    | Kawasaki | 128    |
| 4   | 7  | Chaz Davies  | Ducati   | 123    |
| 5   | 81 | Jordi Torres | Aprilia  | 99     |

### Supersport
| Pos | Nr | Rijder              | Team      | Punten |
| --- | -- | ------------------- | --------- | ------ |
| 1   | 54 | Kenan Sofuoğlu      | Kawasaki  | 105    |
| 2   | 99 | P.J. Jacobsen       | Kawasaki  | 68     |
| 3   | 16 | Jules Cluzel        | MV Agusta | 65     |
| 4   | 87 | Lorenzo Zanetti     | MV Agusta | 57     |
| 5   | 9  | Ratthapark Wilairot | Honda     | 46     |

2001 · 2002 · 2003 · 2004 · 2005 · 2006 · 2009 · 2010 · 2011 · 2012 · 2013 · 2014 · 2015 · 2016 · 2017 · 2018 · 2019 · 2023